# Javier Hernández
Artikeln följer den spanska namnseden; faderns efternamn är Hernández och moderns efternamn Balcázar.
Javier Hernández Balcázar (spanskt uttal: [xaˈβjer erˈnandes]), född 1 juni 1988, är en mexikansk fotbollsspelare som spelar för Guadalajara. Han har även representerat det mexikanska landslaget. Hernández spelar med sitt smeknamn, Chicharito (spanska: den lilla ärtan) på tröjan. Han blev den första mexikanen någonsin i Manchester United och han spelade tidigare för den mexikanska klubben Guadalajara.
Han gjorde sin debut för Mexikos landslag i september 2009 i en match mot Colombia. Han spelade även för Mexiko i Fotbolls-VM 2010 och CONCACAF Gold Cup 2011. Han blev den bästa målskytten i Gold Cup med 7 mål och blev utsedd till den mest värdefulla spelaren i turneringen.
Han är son till Javier Hernández Gutiérrez och dotterson till Tomás Balcázar.

## Tidigt liv
Hernández föddes i Guadalajara och började spela fotboll som sjuåring. Hans far, Javier Hernández Gutiérrez som är en före detta mexikansk landslagsanfallare, trodde inte på att Chicharito skulle lyckas bli en professionell fotbollsspelare. Hernández gick till CD Guadalajara som nioåring och skrev på sitt första proffskontrakt när han var femton. Han var inställd på att spela i U17-världsmästerskapet i fotboll 2005, men en skada hindrade honom från att spela med det mexikanska lag som slutligen vann turneringen.

## Klubbkarriär

### CD Guadalajara
Hernández började spela för Chivas reservlag, Chivas Coras i Tepic säsongen 2005/2006. Han gjorde sin debut för Chivas i Apertura 2006, när klubben vann över Necaxa på Estadio Jalisco. Hernández blev inbytt istället för Omar Bravo i den 82:a minuten när det stod 3–0, innan han själv gjorde matchens fjärde mål fem minuter senare. Det var hans enda mål på sju matcher säsongen 2006/2007. Han gjorde ytterligare sju matcher säsongen 2007/2008, dock utan att göra något mål.
Hernández spelade tio matcher i Apertura 2008 utan att göra mål, men gjorde fyra mål på femton matcher i Clausura 2009. I Apertura 2009 slutade Hernández som delad skytteligavinnare med elva mål på sjutton matcher. Han startade Torneo Bicentenario 2010 genom att göra åtta mål på fem matcher, och avslutade återigen säsongen som delad skytteligavinnare med tio mål på elva matcher efter ha missat fem matcher på grund av skada.

### Manchester United

#### Övergången
Manchester United upptäckte Hernández i oktober 2009 vilket resulterade i att en scout åkte ner till Mexiko i december, därifrån han senare rapporterade positivt efter att ha sett några matcher. På grund av Hernández ålder planerade klubben ursprungligen att vänta med att värva honom, men när han blev aktuell för landslaget inför VM, tvingades klubben snabbt göra ett bud på honom. Uniteds chefsscout, Jim Lawlor, skickades till Mexiko i tre veckor i februari och mars för att titta på Hernández. Han lämnade återigen in en positiv rapport om honom innan klubbens advokat åkte till Mexiko för att slutföra pappersarbetet.
Den 8 april 2010 skrev Hernández på för Manchester United, avgiften var hemlig och de blev tvungna att ansöka om arbetstillstånd. Dagen före hade Hernández blivit presenterad under Manchester Uniteds Champions League kvartsfinalvinst över Bayern München på Old Trafford. Affären genomfördes i största hemlighet, Hernández agent visste inget, liksom hans morfar Tomás Balcázar som trodde Hernández var på en resa till Atlanta i USA. Som en del av affären, spelade United en vänskapsmatch mot Chivas i öppningsmatchen av deras nya arena den 30 juli. Den 27 maj beviljades arbetstillståndet, vilket gjorde att övergången blev klar och den 1 juli blev han officiellt en Unitedspelare.

#### Säsongen 2010/2011

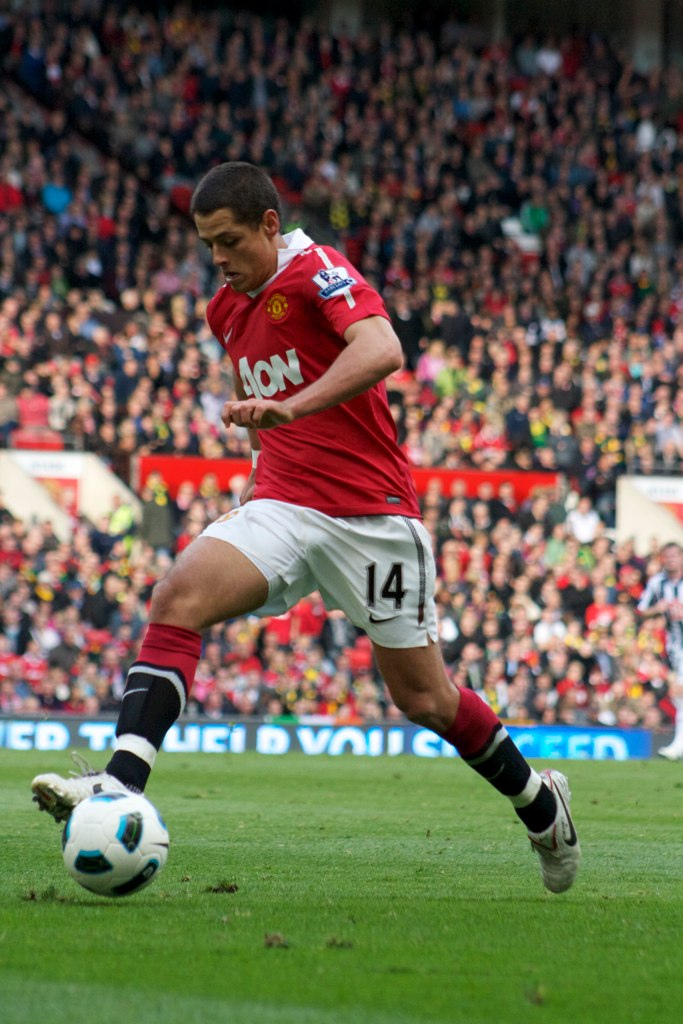
Hernández spelandes för Manchester United

Hernández gjorde sin debut i United den 28 juli när han i den 63:e minuten byttes in mot Nani i MLS All-Star Game 2010, och gjorde sitt första mål i klubben 18 minuter senare när han lobbade bollen över Nick Rimando. Två dagar senare gjorde Hernández mål mot Manchester United i en vänskapsmatch för sin gamla klubb, Chivas, där han startade matchen i en Chivaströja och gjorde mål redan efter åtta minuter. Han bytte lag i halvtid, men han lyckades inte förhindra en 3–2-förlust för Manchester United. Han gjorde mål för den tredje försäsongsmatchen i rad i 7–1-segern över League of Ireland XI på nybyggda Aviva Stadium den 4 augusti.
Hernández gjorde sin tävlingsdebut den 8 augusti och gjorde Uniteds andra mål i 3–1-vinsten över Chelsea i FA Community Shield 2010. Han kom i början av andra halvlek och gjorde i slutet av andra halvlek sitt mål, som egentligen var ett skott av Antonio Valencia som tog i Hernández huvud och rakt in i mål. Den 16 augusti gjorde Hernández sin debut i Premier League när han i 63:e minuten ersatte Wayne Rooney i 3–0 vinsten över Newcastle United. Han gjorde sitt första mål i Champions League den 29 september, när han som inhoppare gjorde matchens enda mål i bortavinsten mot Valencia. Han gjorde sitt första ligamål för United i 2–2-matchen mot West Bromwich Albion den 16 oktober. Åtta dagar senare gjorde han för första gången två mål i en match, vilket även var hans första ligamål på bortaplan i klubbens 2-1-seger över Stoke City.
Han gjorde två dagar senare sitt första ligacupmål när han efter ha blivit inbytt gjorde det avgörande 3–2-målet i matchens sista minut mot Wolves. Målet skickade United vidare till kvartsfinal där de sedan slogs ut av West Ham United. Den 1 januari 2011 blev han i matchen mot West Bromwich Albion inbytt och gjorde det avgörande 2–1-målet. Hernández blev den bästa mexikanska målskytten i Premier Leagues historia efter ha gjort det första målet i 2–1-vinsten över Stoke City den 4 januari. Den 25 januari gjorde Hernández 2–2-målet i 3–2-bortasegern över Blackpool. Fyra dagar senare gjorde han sitt första mål i FA-cupen, när han satte det avgörande 2–1-målet i bortavinsten mot Southampton. Hernández gjorde två mål i 4–0-bortasegern över Wigan den 26 februari. Åtta dagar senare gjorde han ett tröstmål i 3–1-derbyförlusten mot Liverpool. Hernández gjorde två mål i 2–1-hemmavinsten över Marseille den 15 mars, vilket skickade United vidare till kvartsfinal i Champions League. Den 2 april gjorde han det sista målet i Uniteds vändning mot West Ham United, då de låg under med 2–0 vilket de lyckades vända till en 4–2-bortavinst. Den 8 april visade det sig att Hernández tillsammans med lagkamraten Nani var en utmanare till utmärkelsen Årets unga spelare. Han gjorde det första målet i 2–1-segern över Chelsea i kvartsfinalen av Champions League, där United gick vidare till semifinal med sammanlagt 3–1. Han fortsatte göra mål och den 23 april nickade han in det vinnande målet i 1–0-vinsten hemma mot Everton. Den 8 maj gjorde Hernández matchens första mål redan efter 36 sekonder i 2–1-hemmavinsten över Chelsea.
Målet mot Chelsea gjorde honom till den första spelaren sedan Ruud van Nistelrooy att göra 20 mål för klubben i sin debutsäsong. Hernández avslutade sin debutsäsong i Manchester United genom att vinna Sir Matt Busby Player of the Year den 18 maj, en utmärkelsen som röstas fram av fansen.
Den 5 juli 2011 blev Hernández utnämnd till "World Goalgetter 2011" av International Federation of Football History and Statistics, som med sina 13 mål kom före spelare som Cristiano Ronaldo, Giuseppe Rossi och Lionel Messi.

#### Säsongen 2011/2012
Efter ha spelat i CONCACAF Gold Cup 2011 för Mexiko, återvände Hernández till Manchester United och deras försäsongsträning i New York innan MLS All-Star Game 2011. Den 26 juli 2011 fördes han till sjukhus efter att fått en mindre hjärnskakning när han fått en boll i huvudet under ett träningspass, han fick lämna sjukhuset nästa dag, men deltog inte i matchen. Den 28 juli 2011 rapporterade Rafael Ortega, läkare i Chivas, för Manchester United att Hernández led av en redan befintlig neurologisk sjukdom. Ortega förklarade också att Hernández hade lidit av "akuta migräner och huvudvärk som tonåring". Han deltog inte i någon av Uniteds försäsongsmatcher och inte heller FA Community Shield 2011. Han missade även Uniteds öppningsmatch för säsongen mot West Bromwich Albion.
Hernández spelade sin första match för säsongen 2011/2012 den 22 augusti i 3–0-vinsten över Tottenham Hotspur, när han i den 79:e minuten blev inbytt mot Danny Welbeck. Han gjorde två mål och var med i startelvan den 10 september i 5-0-segern mot Bolton Wanderers. Den 15 oktober 2011 blev Hernández inbytt i matchen mot Liverpool där han gjorde kvitteringen till 1–1, vilket även blev slutresultatet. Hernández skrev den 24 oktober på ett nytt femårskontrakt med Manchester United som varade fram till 2016. Hernández gjorde sitt fjärde mål för säsongen och matchavgörandet i mötet mot Everton på Goodison Park, i 1-0-vinsten den 29 oktober. Han gjorde sedan sitt femte ligamål för säsongen och det avgörande målet i Uniteds 1-0-seger på bortaplan mot Swansea City. Hernández gjorde även mål i följande match hemma mot Newcastle United efter ett skott av Wayne Rooney som täcktes av en försvarare och som studsade på Hernández in i målet. Matchen därefter, i bortamatchen mot Aston Villa blev han tidigt buren ut från planen efter en misstänkt ankelskada. Efter matchen sa Sir Alex Ferguson att han hade fått en skada på ledbandet i fotleden och kommer att vara borta i fyra veckor. Den 18 december gjorde Hernández en överraskande tidig återkomst, när han i 63:e minuten byttes in mot Danny Welbeck i 2-0-vinsten mot QPR på Loftus Road. 
Den 31 januari 2012 gjorde Hernández sitt första mål sedan i november och sitt sjunde mål för säsongen, när han satte den första av två straffar i 2–0-vinsten mot Stoke City på Old Trafford. Hernández fortsatte med sin målform den 5 februari då han gjorde det tredje målet, i en vändning med lika många mål på Stamford Bridge mot Chelsea som slutade 3–3. Den 16 februari gjorde Hernández sitt första mål i Europa League, i en 2–0-bortavinst mot Ajax i sextondelsfinalen. Han gjorde även mål i det andra mötet mot Ajax på Old Trafford den 23 februari, fast denna gången i en 1–2-hemmaförlust. Dock så gick Manchester United ändå vidare med sammanlagt 3–2 och kvalificerade sig till åttondelsfinalen mot Athletic Bilbao.

## Landslagskarriär

### Mexiko U20
Hernández var en av 21 spelare som var uttagna i Mexikos U20-landslag till U20-världsmästerskapet i fotboll 2007 i Kanada; han bar nummer 11 på tröjan.

### Mexiko

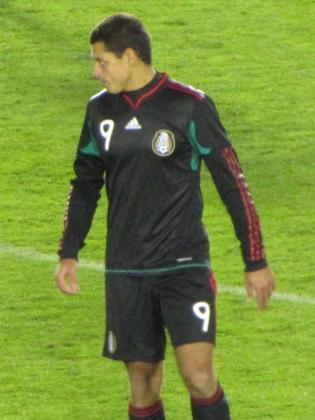
Hernández spelandes för Mexiko

Den 30 september 2009 gjorde Hernández sin debut för Mexiko i 2–1-förlustmatchen mot Colombia, där han gjorde en assist. Den 24 februari 2010 gjorde Hernández två mål och assisterade till Braulio Lunas mål i matchen mot Bolivia. Den 3 mars nickade Hernández in matchens första mål i 2–0-vinsten mot Nya Zeeland. Den 17 mars gjorde Hernández sitt fjärde landslagsmål, när han gav Mexiko ledningen med 2–1 över Nordkorea. Den 26 maj nickade han in ett tröstmål i 2-1-förlusten mot Nederländerna. Den 30 maj gjorde Hernández två mål i 5–1-vinsten över Gambia.

#### VM 2010
I öppningsmatchen den 11 juni gjorde Hernández sin VM-debut, när han byttes in i den 73:e minuten mot Guillermo Franco i 1–1-matchen mot Sydafrika. Den 17 juni startade Hernández återigen som avbytare, men byttes i den 55:e minuten och lyckades nio minuter senare göra sitt första VM-mål i 2–0-vinsten mot Frankrike. Även hans morfar, Tomás Balcázar har gjort ett VM-mål mot Frankrike, vilket hände i VM 1954. Han blev utvald till matchens spelare. Den 27 juni startade Hernández sin första match i VM och gjorde sitt andra mål i Mexikos 3–1-förlust mot Argentina i åttondelsfinalen. Fifas statistiska analys visade att Hernández var den snabbaste spelare i VM 2010, med en topphastighet på 32,15 km/h.

#### Vänskapsmatcher efter VM
Hernández gjorde ytterligare ett mål för Mexiko, denna gång i vänskapsmatchen mot världsmästarna Spanien den 11 augusti 2010, vilket var den första matchen sedan VM avslutades. Han gjorde mål redan efter 12 minuter, men i den sista matchminuten kvitterade David Silva för Spanien och matchen slutade oavgjort. Hernández gjorde sitt och Mexikos första landslagsmål 2011, när han gjorde matchens första mål i 2–0-vinsten över Bosnien och Hercegovina den 9 februari. Den 26 mars gjorde Hernández två mål i vänskapsmatchen mot Paraguay. Han gjorde sitt första mål redan efter sex minuter och sitt andra i 29:e matchminuten, bara tre minuter efter lagkamraten Andres Guardado gjort 2–0. Publiken gav han stående observationer när han byttes ut i 65:e minuten.

#### CONCACAF Gold Cup 2011
Den 5 juni gjorde han sitt första hattrick i karriären, när Mexiko slog El Salvador med 5–0.
Han gjorde två mål, en i den 36:e och en i den 76:e minuten i matchen mot Cuba den 9 juni.
Den 18 juni gjorde Hernández det avgörande målet i 2–1-vinsten över Guatemala, vilket skickade Mexiko vidare till semifinal. Den 22 juni hjälpte han Mexiko att nå finalen i CONCACAF Gold Cup 2011, efter att i förlängningen ha gjort mål i den 99:e minuten i 2–0-vinsten över Honduras. Hernández blev turneringens bästa målskytt med sina sju mål och även utnämnd till den mest värdefulla spelaren i turneringen efter att Mexiko vunnit finalen mot USA.

## Karriärstatistik

### Klubb
| Klubb              | Säsong             | Liga    | Liga | Cup     | Cup | Ligacup | Ligacup | Kontinentalt | Kontinentalt | Övrigt  | Övrigt | Totalt  | Totalt |
| Klubb              | Säsong             | Matcher | Mål  | Matcher | Mål | Matcher | Mål     | Matcher      | Mål          | Matcher | Mål    | Matcher | Mål    |
| ------------------ | ------------------ | ------- | ---- | ------- | --- | ------- | ------- | ------------ | ------------ | ------- | ------ | ------- | ------ |
| Guadalajara        | 2006/2007          | 8       | 1    | 0       | 0   | –       | –       | 1            | 0            | 0       | 0      | 9       | 1      |
| Guadalajara        | 2007/2008          | 6       | 0    | 0       | 0   | –       | –       | 4            | 0            | 1       | 0      | 11      | 0      |
| Guadalajara        | 2008/2009          | 22      | 4    | 3       | 0   | –       | –       | 7            | 3            | 0       | 0      | 32      | 7      |
| Guadalajara        | 2009/2010          | 28      | 21   | 0       | 0   | –       | –       | 0            | 0            | 0       | 0      | 28      | 21     |
| Guadalajara        | Totalt             | 64      | 26   | 3       | 0   | –       | –       | 12           | 3            | 1       | 0      | 80      | 29     |
| Manchester United  | 2010/2011          | 27      | 13   | 5       | 1   | 3       | 1       | 9            | 4            | 1       | 1      | 45      | 20     |
| Manchester United  | 2011/2012          | 20      | 8    | 1       | 0   | 0       | 0       | 6            | 2            | 0       | 0      | 27      | 10     |
| Manchester United  | Totalt             | 47      | 21   | 6       | 1   | 3       | 1       | 15           | 6            | 1       | 1      | 72      | 30     |
| Totalt i karriären | Totalt i karriären | 111     | 47   | 9       | 1   | 3       | 1       | 27           | 9            | 2       | 1      | 152     | 59     |

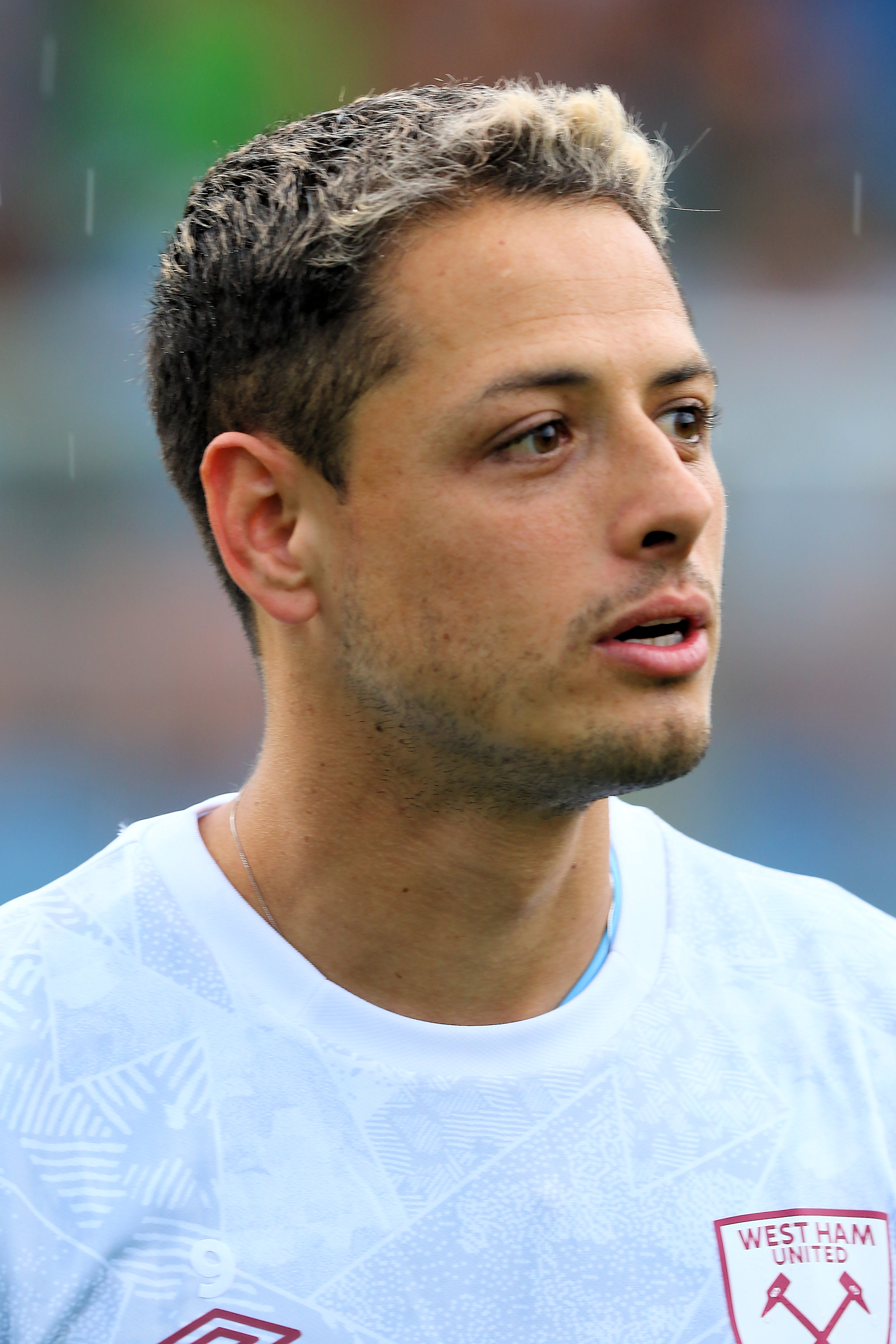
Javier Hernández, West Ham United (2019)

Statistiken är korrekt efter matcherna spelade den 23 februari 2012

### Landslag
| Landslag | År     | Matcher | Mål |
| -------- | ------ | ------- | --- |
| Mexiko   | 2009   | 1       | 0   |
| Mexiko   | 2010   | 19      | 11  |
| Mexiko   | 2011   | 13      | 12  |
| Mexiko   | 2012   | 10      | 5   |
| Mexiko   | 2013   | 14      | 7   |
| Mexiko   | 2014   | 13      | 3   |
| Mexiko   | 2015   | 8       | 4   |
| Mexiko   | 2016   | 10      | 3   |
| Mexiko   | 2017   | 11      | 4   |
| Mexiko   | 2018   | 7       | 1   |
| Mexiko   | 2019   | 3       | 2   |
| Totalt   | Totalt | 109     | 52  |

### Landslagsmål
Senast uppdaterad efter matcherna spelade den 11 november 2011
| Nr | Datum             | Arena                                                 | Motståndare             | Mål | Resultat | Tävling                |
| -- | ----------------- | ----------------------------------------------------- | ----------------------- | --- | -------- | ---------------------- |
| 1  | 24 februari 2010  | Candlestick Park, San Francisco, USA                  | Bolivia                 | 2–0 | 5–0      | Vänskapsmatch          |
| 2  | 24 februari 2010  | Candlestick Park, San Francisco, USA                  | Bolivia                 | 4–0 | 5–0      | Vänskapsmatch          |
| 3  | 3 mars 2010       | Rose Bowl, Pasadena, USA                              | Nya Zeeland             | 1–0 | 2–0      | Vänskapsmatch          |
| 4  | 17 mars 2010      | Estadio Corona, Torreón, Mexiko                       | Nordkorea               | 2–1 | 2–1      | Vänskapsmatch          |
| 5  | 26 maj 2010       | Dreisamstadion, Freiburg im Breisgau, Tyskland        | Nederländerna           | 1–2 | 1–2      | Vänskapsmatch          |
| 6  | 30 maj 2010       | Hans-Walter Wild Stadion, Bayreuth, Tyskland          | Gambia                  | 1–0 | 5–1      | Vänskapsmatch          |
| 7  | 30 maj 2010       | Hans-Walter Wild Stadion, Bayreuth, Tyskland          | Gambia                  | 2–0 | 5–1      | Vänskapsmatch          |
| 8  | 17 juni 2010      | Peter Mokaba Stadium, Polokwane, Sydafrika            | Frankrike               | 1–0 | 2–0      | Fotbolls-VM 2010       |
| 9  | 27 juni 2010      | Soccer City, Johannesburg, Sydafrika                  | Argentina               | 1–3 | 1–3      | Fotbolls-VM 2010       |
| 10 | 11 augusti 2010   | Estadio Azteca, Mexico City, Mexiko                   | Spanien                 | 1–0 | 1–1      | Vänskapsmatch          |
| 11 | 12 oktober 2010   | Estadio Olímpico Benito Juárez, Ciudad Juarez, Mexiko | Venezuela               | 1–1 | 2–2      | Vänskapsmatch          |
| 12 | 9 februari 2011   | Georgia Dome, Atlanta, USA                            | Bosnien och Hercegovina | 1–0 | 2–0      | Vänskapsmatch          |
| 13 | 26 mars 2011      | Oakland-Alameda County Coliseum, Oakland, USA         | Paraguay                | 1–0 | 3–1      | Vänskapsmatch          |
| 14 | 26 mars 2011      | Oakland-Alameda County Coliseum, Oakland, USA         | Paraguay                | 3–0 | 3–1      | Vänskapsmatch          |
| 15 | 5 juni 2011       | Cowboys Stadium, Arlington, USA                       | El Salvador             | 3–0 | 5–0      | CONCACAF Gold Cup 2011 |
| 16 | 5 juni 2011       | Cowboys Stadium, Arlington, USA                       | El Salvador             | 4–0 | 5–0      | CONCACAF Gold Cup 2011 |
| 17 | 5 juni 2011       | Cowboys Stadium, Arlington, USA                       | El Salvador             | 5–0 | 5–0      | CONCACAF Gold Cup 2011 |
| 18 | 9 juni 2011       | Bank of America Stadium, Charlotte, USA               | Kuba                    | 1–0 | 5–0      | CONCACAF Gold Cup 2011 |
| 19 | 9 juni 2011       | Bank of America Stadium, Charlotte, USA               | Kuba                    | 5–0 | 5–0      | CONCACAF Gold Cup 2011 |
| 20 | 18 juni 2011      | New Meadowlands Stadium, East Rutherford, USA         | Guatemala               | 2–1 | 2–1      | CONCACAF Gold Cup 2011 |
| 21 | 22 juni 2011      | Reliant Stadium, Houston, USA                         | Honduras                | 2–0 | 2–0      | CONCACAF Gold Cup 2011 |
| 22 | 22 september 2011 | Pepsi Arena, Warszawa, Polen                          | Polen                   | 1–1 | 1–1      | Vänskapsmatch          |
| 23 | 11 november 2011  | Estadio Corregidora, Queretaro, Mexiko                | Serbien                 | 2–0 | 2–0      | Vänskapsmatch          |

## Meriter

### Klubb
Guadalajara
- Primera División de México (1): Apertura 2006
- InterLiga (1): 2009

Manchester United
- Premier League (2): 2010/2011, 2012/2013
- FA Community Shield (1): 2010

Real Madrid
- VM för klubblag: 2014

Sevilla
- Europa League: 2019/2020

### Landslag
Mexiko
- CONCACAF Gold Cup (1): 2011
- CONCACAF Cup (1): 2015

### Individuella
- Bästa målskytt i Primera División de México (1): Bicentenario 2010
- Balón de Oro – Bästa anfallare (1): Torneo Bicentenario 2010
- Sir Matt Busby Player of the Year (1): 2010/2011
- Guldskon i CONCACAF Gold Cup (1): 2011
- Mest värdefulla spelare i CONCACAF Gold Cup (1): 2011
- Med i årets lag i Bundesliga (1): 2015
- Årets spelare i Concacaf (1): 2015

## Privatliv
Hernández är son till Javier Hernández Gutiérrez, som har spelat för tre olika klubbar och var med i Mexikos trupp på Fotbolls-VM 1986. Javier Hernández Gutiérrez slutade på sitt jobb som Guadalajaras reservlagstränare för att se Hernández spela VM i Sydafrika. Hernández är även barnbarn till Tomás Balcázar, som spelade för CD Guadalajara och det mexikanska landslaget i Fotbolls-VM 1954. Det rapporterades om att Hernández skulle få sällskap av hela sin familj i England, inklusive Balcázar.
Han bodde med sina föräldrar under sin tid i Guadalajara och tog samtidigt lektioner i företagsekonomi på Universidad del Valle de Atemajac. Hernández kan utöver sitt modersmål spanska, prata flytande engelska.

### Smeknamn
Hernández är allmänt känd som Chícharito, vilket betyder den lilla ärtan på spanska. Smeknamnet kommer från hans far, Javier Hernández Gutiérrez, som kallades Chícharo (ärtan) på grund av sina gröna ögon.

## Spelstil
Hernández har blivit beskriven som en tvåfotad, väldigt kvick, naturlig målskytt av Manchester Uniteds tränare Alex Ferguson. Ferguson har även sagt att Hernández stil påminner han om den förre United-anfallaren Ole Gunnar Solskjær – den så kallade "super-sub" som gjorde det avgörande målet på övertid mot Bayern München i Uniteds Champions League triumf 1999. Hernández före detta lagkamrat Jesús Padilla, beskriver honom som en spelare med "fantastiskt huvudspel", trots hans höjd.

### Fotnoter
1. ↑  Inkluderar InterLiga och FA-cupen
2. ↑  Inkluderar Copa Libertadores, Copa Sudamericana, SuperLiga och Uefa Champions League
3. ↑  Inkluderar La Liguilla, FA Community Shield, UEFA Super Cup och VM för klubblag